# You Save Me
«You Save Me» (с англ. — «Ты спасла меня») — песня американского кантри-певца и автора-исполнителя Кенни Чесни, вышедшая 14 августа 2006 года в качестве четвёртого сингла из его десятого студийного альбома The Road and the Radio (2005) на лейбле BNA Records. Песня заняла третье место в Топ-10 американского кантри-чарта Hot Country Songs и 4-е в Канаде, а также получила платиновую сертификацию в США. «You Save Me» написана Бреттом Джеймсом и Троем Вергесом.
Песня рассказывает о непреходящей любви мужчины к женщине.

## Отзывы
Кевин Джон Койн, рецензируя песню для журнала Country Universe, дал ей положительную оценку. Он резюмировал свой отзыв, сказав, что песня «потрясающая, один из лучших синглов в его карьере». Далее он сказал, что если бы Чесни продолжил сингл заглавной песней, он был бы «на два шага ближе к Залу славы».

## Музыкальное видео
Режиссёром музыкального видео выступил Шон Сильва. Премьера клипа состоялась на канале CMT 10 августа 2006 года. По словам Чесни, съёмки клипа заняли в общей сложности 7 дней и проходили в Мехико. Клип начинается с того, что Кенни Чесни в роли сотрудника полиции отправляется в криминальное место в Мексике вместе с тремя агентами местной полиции, предположительно для проведения рейда. Во время поездки Чесни вспоминает, как он провёл время с девушкой, которую встретил и полюбил в Мексике, и её попытки убедить его не ехать с ними. Агенты отмечают, что он, похоже, нервничает, на что он отвечает, что «не чувствует себя в своей тарелке». Его напарник бросает ему короткий вызов, но позволяет ему уйти, пока они продолжают облаву. Когда Чесни начинает уходить, он замечает, как гражданские лица в округе незаметно, но равномерно отступают от места преступления или укрываются. У него возникают подозрения, он достаёт пистолет и бежит к входу, в который только что вошли агенты. Однако он не успевает спасти их, когда здание разрывает взрыв, и он остаётся единственным выжившим. Чесни переживает из-за ловушки, но не может не думать о своей девушке и о том, как она случайно спасла его, когда начинается песня. На протяжении всей песни Чесни едет один в автобусе. Путешествуя по стране, он проезжает места, где бывал со своей девушкой. В конце песни он благополучно возвращается домой к ней, и они обнимаются. Чесни также исполняет песню во время видео.
В ноябре 2006 года видео заняло первое место в рейтинге CMT Top Twenty Countdown в течение двух недель подряд.

## Чарты

### Еженедельные чарты
| Чарт (2006)                       | Высшая позиция |
| --------------------------------- | -------------- |
| США (Billboard Hot Country Songs) | 3              |
| США (Billboard Hot 100)           | 41             |
| США Billboard Pop 100             | 75             |
| Канада (Billboard Country)        | 4              |

### Годовые итоговые чарты
| Чарт (2006)                   | Позиция |
| ----------------------------- | ------- |
| США Country Songs (Billboard) | 39      |

## Сертификации
| Регион                                                                      | Сертификация | Продажи   |
| --------------------------------------------------------------------------- | ------------ | --------- |
| США (RIAA)                                                                  | Платиновый   | 1 000 000 |
| Данные о продажах + прослушиваниях приведены только на основе сертификации. |              |           |